# Domestic Difficulties
Domestic Difficulties er en amerikansk stumfilm fra 1916 af Bud Fisher.